# Taufbecken (Meulan-en-Yvelines)

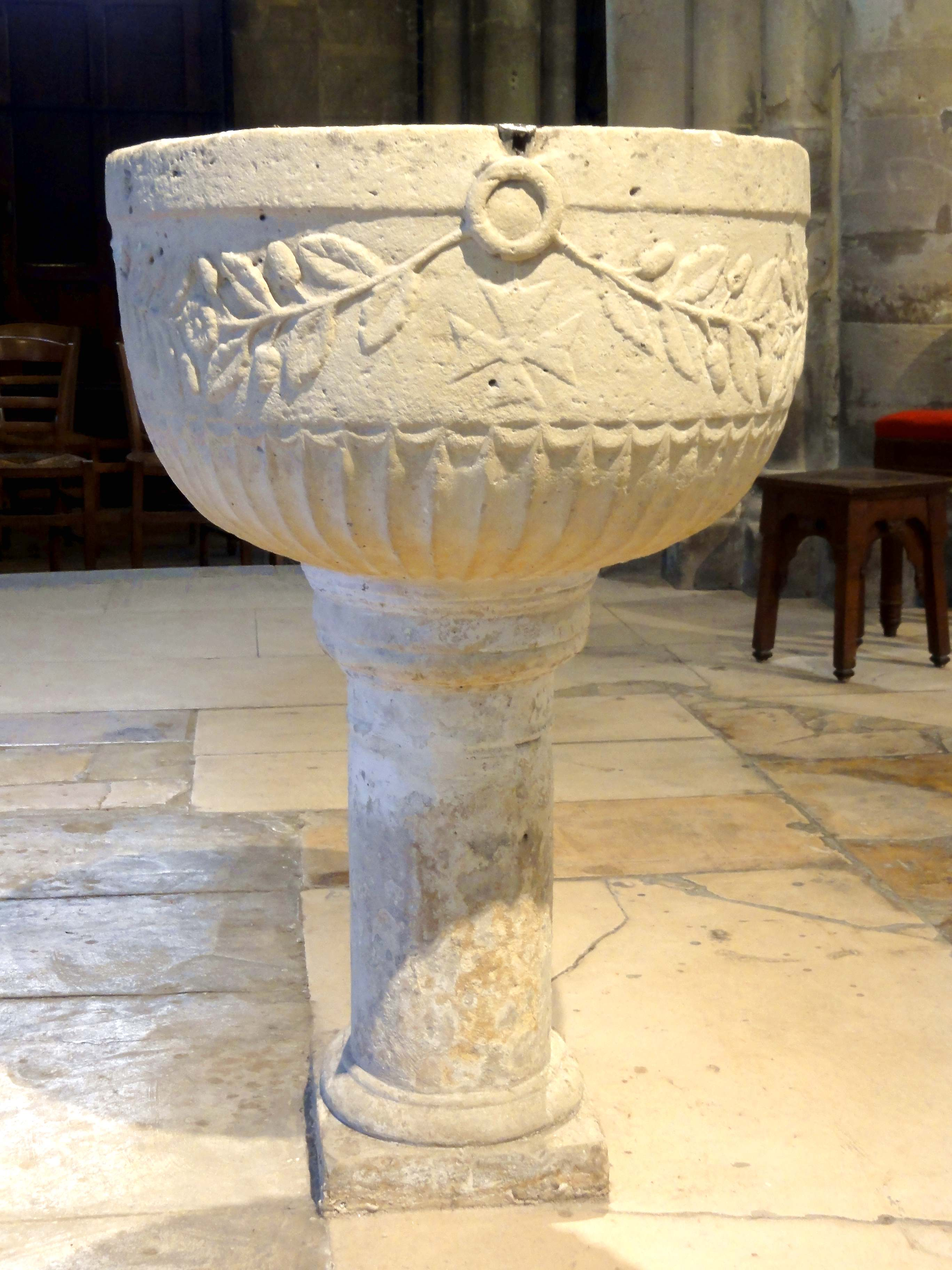
Taufbecken in Meulan-en-Yvelines

Das Taufbecken in der katholischen Kirche St-Nicolas in Meulan-en-Yvelines, einer französischen Gemeinde im Département Yvelines in der Region Île-de-France, wurde in der zweiten Hälfte des 16. Jahrhunderts geschaffen. Im Jahr 2008 wurde das Taufbecken als Monument historique in die Liste der geschützten Objekte (Base Palissy) in Frankreich aufgenommen.
Das ovale Taufbecken aus Kalkstein steht auf einer rechteckigen Basis mit Säule. Das Becken ist außen mit Girlanden in Form von Eichenblättern, einem Malteserkreuz und mit Margeriten geschmückt. An der Unterseite sind ringsum Kannelüren zu sehen.
Das Malteserkreuz ist vermutlich ein Zeichen der Familie von Vion, die seit dem 15. Jahrhundert in Meulan ansässig war und von der mehrere Mitglieder Ritter des Malteserordens waren. 